# Varoli
João Victor Varoli de Souza, mais conhecido como Varoli (São Paulo, 17 de dezembro de 2002) é um futebolista brasileiro que atua como lateral-esquerdo. Atualmente, é atleta profissional do Audax.

## Carreira
Varoli iniciou sua trajetória no futebol aos 05 anos de idade, jogando futsal pelos times das escolas na qual estudou e por times filiados à Associação Paulista de Futebol.
Em 2016 a carreira de jogador de futebol tomou forma quando foi convidado a jogar pelo clube Pequeninos do Jockey,  Zona Sul da capital paulista, conhecido por ser um celeiro responsável por revelar grandes craques do futebol brasileiro, como Edu Manga, Zé Roberto e Júlio Baptista, dentre outros.
Logo, o garoto canhoto e habilidoso passou a chamar a atenção de olheiros e durante um teste com mais de 300 atletas foi selecionado para jogar no Audax, onde iniciou, aos 15 anos, em 2017, seus treinamentos no clube de Osasco (região da Grande São Paulo, próxima)  e passou a cumprir um cronograma específico de treinamentos físicos para fortalecimento e aperfeiçoamento das técnicas com e sem a bola.
Mesmo tendo chegado para o Sub-15 do Audax, em 2017, aos 15 anos, Varoli já atuava em categoria superior: o Sub-17. No ano de 2018 Varoli ampliou sua experiência em jogos internacionais disputando campeonatos na Suécia (Gothia Cup)  e na Irlanda. Em 2019, foi promovido ao Sub-20 e, no mês em que completou 17 anos, assinou seu primeiro contrato profissional, sendo um possível aspirante ao time principal.
Em 2020, Varoli disputou sua primeira Copinha (Copa São Paulo de Futebol Júnior), tradicional torneio de base de clubes e com grande visibilidade, atuando na partida diante do Sport-PE, empate sem gols pela fase de grupos da competição, terminando a partida como capitão do time. Naquele mesmo ano, foi semifinalista pelo clube no Campeonato Paulista da categoria.

## Títulos
Pequeninos do Jockey
Campeão da Associação Paulista de Futebol de Base (2016)
Campeão da Dana Cup 2016 - Dinamarca
Campeão da Norway 2016- Noruega
Campeão da Sandarcupen 2016 – Noruega
Audax
Paulista Cup 2017 (Sub-17)
Copa Ouro 2018 (Sub-17)
Copa Ouro 2019 (Sub-17)
Semi Finalista Campeonato Paulista 2020 (Sub-20)

## Principais características como jogador
Canhoto, com chute forte e com ótima evolução na saída de bola. Atleta com grande explosão física nas jogadas pela lateral, com excelente domínio e habilidade de drible nas jogadas de linha de fundo. Possui ótima técnica no domínio da bola, bem como nos cruzamentos e cobrança de faltas. Bons atributos defensivos: muito forte nos desarmes e interceptações de jogadas, além de também possuir características ofensivas (a disparada em velocidade, assistência a gols de seus companheiros e até finalizações perigosas de fora de área).